# Entella rudebecki
Entella rudebecki är en bönsyrseart som beskrevs av Max Beier 1955. Entella rudebecki ingår i släktet Entella och familjen Mantidae. Inga underarter finns listade i Catalogue of Life.